# Ruta Gedmintas
Ruta Gedmintas (ur. 23 sierpnia 1983) – brytyjska aktorka telewizyjna i teatralna, która wystąpiła w serialach BBC: Spooks: Code 9 i Na językach (Lip Service).

## Życiorys
Jej ojciec jest Litwinem, matka Angielką. Ruta urodziła się w Wielkiej Brytanii, ale pierwszych kilka lat swojego życia spędziła w Sztokholmie (Szwecja). Następnie rodzina przeprowadziła się do Anglii, do hrabstwa Buckinghamshire. Ruta Gedmintas jest absolwentką Drama Centre London.

## Filmografia
| Filmy fabularne - 2008: Ostatni samarytanin (The Lost Samaritan) (Elle Haas) - 2008: Zajście awaryjne (Miss Conception) (Alexandra) - 2009: Atleta (Charlotte) - 2010: Zerosome (Lara) - 2010: Prowl (Suzy) - 2011: Exteriors (Pearl) - 2011: You Instead (Lake) | Seriale - 2000: Budząc zmarłych (Waking the Dead) (gościnnie, Shelly Martin) - 2006: The Innocence Project (Mary Jarvis) - 2007: Dynastia Tudorów (The Tudors) (Elizabeth Blount) - 2008: Spooks: Code 9 (Rachel) - 2009: Personal Affairs (Evie Hartmann-Turner) - 2010: Na językach (Lip Service) (Frankie Alan) - 2011: Rodzina Borgiów (The Borgias) (Ursula Bonadeo) |

## Role teatralne
- 2011–2012: musical Backbeat, Duke of York’s Theatre, Londyn (Astrid Kirchherr)